# Mont des Cats (bier)
Mont des Cats is een Frans bier van hoge gisting.
Het bier wordt sinds juni 2011 gebrouwen voor de Abdij op de Katsberg te Godewaarsvelde in de Abdij Notre-Dame de Scourmont in Chimay.
Het is een amberkleurig bier met een alcoholpercentage van 7,6%. Omdat het bier niet in de abdij in Frankrijk zelf gebrouwen wordt, krijgt dit bier niet het logo Authentic Trappist Product.